# 8 uur van Bahrein
De 8 uur van Bahrein, voorheen de 6 uur van Bahrein, is een race uit het FIA World Endurance Championship. De race vindt plaats op het Bahrain International Circuit. De eerste editie vond in 2012 plaats.

## Geschiedenis
In 2012 werd het FIA World Endurance Championship voor het eerst gehouden. De 6 uur van Bahrein stond op de kalender als de zesde race van het seizoen. De race zorgde voor enige controverse, omdat deze op dezelfde datum werd gehouden als de Petit Le Mans.
De race werd ieder jaar over een lengte van zes uur gehouden, voordat deze in 2019 voor het eerst over een lengte van acht uur werd georganiseerd. In 2021 werden een aantal andere races vanwege de coronapandemie afgelast; het circuit van Bahrein werd gevraagd om twee races te houden. De eerste race duurde zes uur, terwijl de tweede race acht uur duurde.

## Winnaars
| Jaar | Winnaars                                           | Team                  | Auto                    | Tijd    | Afstand    | Verslag |
| ---- | -------------------------------------------------- | --------------------- | ----------------------- | ------- | ---------- | ------- |
| 2012 | Benoît Tréluyer André Lotterer Marcel Fässler      | Audi Sport Team Joest | Audi R18 e-tron quattro | 6:00:56 | 1033,69 km | Verslag |
| 2013 | Stéphane Sarrazin Sébastien Buemi Anthony Davidson | Toyota Racing         | Toyota TS030 Hybrid     | 6:01:15 | 1076,98 km | Verslag |
| 2014 | Alexander Wurz Stéphane Sarrazin Mike Conway       | Toyota Racing         | Toyota TS040 Hybrid     | 6:00:18 | 1055,34 km | Verslag |
| 2015 | Romain Dumas Marc Lieb Neel Jani                   | Porsche Team          | Porsche 919 Hybrid      | 6:00:52 | 1076,98 km | Verslag |
| 2016 | Lucas di Grassi Loïc Duval Oliver Jarvis           | Audi Sport Team Joest | Audi R18 e-tron quattro | 6:00:12 | 1052,86 km | Verslag |
| 2017 | Anthony Davidson Sébastien Buemi Kazuki Nakajima   | Toyota Gazoo Racing   | Toyota TS050 Hybrid     | 6:01:26 | 1047,03 km | Verslag |
| 2019 | Mike Conway Kamui Kobayashi José María López       | Toyota Gazoo Racing   | Toyota TS050 Hybrid     | 8:01:24 | 1390,62 km | Verslag |
| 2020 | Mike Conway Kamui Kobayashi José María López       | Toyota Gazoo Racing   | Toyota TS050 Hybrid     | 8:00:13 | 1423,09 km | Verslag |
| 2021 | Mike Conway Kamui Kobayashi José María López       | Toyota Gazoo Racing   | Toyota GR010 Hybrid     | 6:00:33 | 1000,96 km | Verslag |
| 2021 | Sébastien Buemi Brendon Hartley Kazuki Nakajima    | Toyota Gazoo Racing   | Toyota GR010 Hybrid     | 8:01:25 | 1336,50 km | Verslag |
| 2022 | Mike Conway Kamui Kobayashi José María López       | Toyota Gazoo Racing   | Toyota GR010 Hybrid     | 8:00:40 | 1325,69 km | Verslag |
| 2023 | Sébastien Buemi Brendon Hartley Ryō Hirakawa       | Toyota Gazoo Racing   | Toyota GR010 Hybrid     | 8:01:25 | 1347,34 km | Verslag |
| 2024 | Sébastien Buemi Brendon Hartley Ryō Hirakawa       | Toyota Gazoo Racing   | Toyota GR010 Hybrid     | 8:01:25 | 1271,56 km | Verslag |